# Georges Cloué
Georges Charles Cloué (Parigi, 20 agosto 1817 – Parigi, 25 dicembre 1889) è stato un militare e politico francese. Partecipò sia al primo sia al secondo intervento francese in Messico, fu governatore della Martinica dal 30 agosto 1871 al 1874 e ministro della marina e delle colonie dal 23 settembre 1880 al 13 novembre 1881.

## Biografia
Georges Cloué era il secondogenito di Jacques Cloué, ebanista, e di Rose Cousty. All'età di 15 anni superò l'esame di ammissione all'École navale. Fu nominato aspirante ufficiale di seconda classe e si imbarcò subito sulla corvetta La Dordogne, diretta nelle Indie Occidentali. Nel 1838, a bordo dell'Oreste, partecipò alla battaglia di San Juan de Ulúa. Nel 1849 partì per Terranova a bordo del La Fauvette, di cui era comandante. Trascorse quattro anni sull'isola, che mappò. Tornò a Lorient all'inizio del 1854. Gli fu affidato il comando del Brandon e partecipò alla battaglia di Bomarsund, durante la guerra delle Åland. Partì nuovamente per Terranova, dove rimase per cinque anni. Dopo il suo ritorno in Francia, gli fu affidato il comando del Magellan, con il quale partì per il Messico, dove prese parte alla caduta di Campeche nel gennaio del 1864.
Nel 1872 Adolphe Thiers lo nominò governatore della Martinica, incarico che occupò per due anni. Fu nominato prefetto marittimo a Cherbourg e poi direttore generale del Dépôt des cartes et plans. Nel 1879 fu vicepresidente del Consiglio dell'Ammiragliato e nel 1880 fu nominato ministro della marina e delle colonie nel primo governo Jules Ferry, succedendo all'ammiraglio Jean-Bernard Jauréguiberry.
Morì a Parigi il 25 dicembre 1889.

## Carriera militare
- Allievo ufficiale: 6 ottobre 1833
- Sottotenente di vascello: 6 marzo 1839
- Tenente di vascello: 8 settembre 1846
- Capitano di fregata: 1º dicembre 1855
- Capitano di vascello: 16 agosto 1862
- Contrammiraglio: 9 marzo 1867
- Viceammiraglio: 17 dicembre 1874[3].

## Onorificenze
- Cavaliere della Legion d’onore: 9 febbraio 1846
- Ufficiale della Legion d'onore: 31 dicembre 1860
- Commendatore della Legion d'onore: 14 marzo 1864
- Grand'ufficiale della Legion d'onore: 13 luglio 1872
- Gran Croce della Legion d'onore: 5 luglio 1881[4]
- Médaille commémorative de l'expédition de Crimée: 1856
- Médaille commémorative de l'expédition du Mexique: 1867
- Ordine delle Palme accademiche (Ufficiale dell'istruzione pubblica): 1876
- Cavaliere di 2ª classe dell'Ordine della Corona ferrea (Austria-Ungheria)[3]